# Ел Боске
Ел Боске (шп. El Bosque) је општина у Чилеу. По подацима са пописа из 2002. године број становника у месту је био 175.594.

## Демографија
| 2002.   |
| ------- |
| 175,594 |